# Horváth István (forradalmár)
Horváth István (Budapest, 1936. június 18. – Székesfehérvár, 1957. január 26.) hegesztő, 1956-os forradalmár.
Az általános iskola után Csepelen tanult hegesztőnek, majd több munkahelyen is dolgozott. 1953-ban egy év börtönre ítélték tiltott határátlépés kísérletének vádjával.
1956-ban Hatvanban dolgozott, de a forradalom kitörését követően, október 24-én Budapestre utazott, Csepelen lakó süketnéma szüleihez. 25-én a Belvárosba ment, hogy megkeresse öccsét. A Nagyvásárcsarnoknál egy ismerősökből álló fegyveres csoporthoz csatlakozott, és a HÉV-állomás közelében tűzharcban is részt vett. Délután Csepelen belépett a nemzetőrségbe, Csepelen és Soroksáron tüntetéseken vett részt, harcolt a szovjet csapatok és az ÁVH-sok ellen.
A forradalom bukását követően, november 17-én elhatározta, hogy Nyugatra menekül, de olyan (téves) hírt kapott, hogy Maléter Pál még harcol a Bakonyban, ezért társaival elindult, hogy csatlakozzanak hozzájuk. December 12-én megtámadták a Bakonybél közelében lévő ÁVH-s üdülőt,  hogy a bent lévő államvédelmiseket lefegyverezzék, de az akciójuk nem sikerült. Pár nap múlva lefegyvereztek két pénzügyőrt, majd december 22-én egy karhatalmista egység elfogta és letartóztatta a csoportot. 1957. január 10-én a Budapesti Katonai Bíróság statáriális tárgyaláson fegyver- és lőszerrejtegetés, valamint egyéb cselekmények vádjával halálra ítélte. 1957. január 26-án kivégezték.